# أوسامو أكيموتو
أوسامو أكيموتو (باليابانية: 秋本 治) مواليد 11 ديسمبر 1952 في كاتسوشيكا، اليابان، هو فنان مانغا ياباني، معروف بعمله على المانغا الكوميدية اليابانية كوتشيكامي والتي تم نشرها في شونن جمب الأسبوعية منذ سنة 1976. بحلول فبراير 2012 كانت السلسلة قد باعت 155 مليون نسخة.

## روابط خارجية
- أوسامو أكيموتو على موقع IMDb (الإنجليزية)
- أوسامو أكيموتو على موقع قاعدة بيانات الفيلم (الإنجليزية)
- أوسامو أكيموتو على موقع ANN person (الإنجليزية)